# Grote Prijs Stad Zottegem 1977
Il Grote Prijs Stad Zottegem 1977, quarantaduesima edizione della corsa, si svolse il 23 agosto 1977 su un percorso di 175 km, con partenza e arrivo a Zottegem. Fu vinto dal belga Herman Vrijders della Maes Pils-Mini-Flat davanti ai suoi connazionali Ludo Delcroix e Ronny Bossant.

## Ordine d'arrivo (Top 10)
| Pos. | Corridore        | Squadra                         | Tempo    |
| ---- | ---------------- | ------------------------------- | -------- |
| 1    | Herman Vrijders  | Maes Pils-Mini-Flat             | 4h07'26" |
| 2    | Ludo Delcroix    | Fiat France                     |          |
| 3    | Ronny Bossant    | Brooklyn                        |          |
| 4    | Fons van Katwijk | Carpenter-Zeepcentrale-Splendor |          |
| 5    | Marc Renier      | Ijsboerke-Colnago               |          |
| 6    | Jan van Katwijk  | Carpenter-Zeepcentrale-Splendor |          |
| 7    | Lucien Zelck     | Zoppas-Fragel                   |          |
| 8    | José Vanackere   | Carlton-Weinmann                |          |
| 8    | José Vanackere   | Carlos-Gipiemme                 |          |
| 9    | Carlos Cuyle     | Flandria-Velda-Latina           |          |